# Gary (Indiana)
Pour les articles homonymes, voir Gary.
Gary est une ville américaine du nord-ouest de l'État de l'Indiana. Située dans le comté de Lake en bordure du lac Michigan, elle est une banlieue du sud-est de Chicago. D'après le bureau du recensement des États-Unis, la ville comptait 69 093 habitants en 2020. Elle fait partie de l'aire métropolitaine de Chicago et est la plus grande ville de l'Indiana à ne pas être un siège de comté.
Elle est connue pour ses aciéries, longtemps les plus grandes du mondes. Gary est aussi la ville natale de la famille Jackson, en particulier Michael Jackson (1958-2009) et Janet Jackson.

## Géographie
Située en banlieue de Chicago, Gary se trouve à l'extrémité sud de ce qui était autrefois le lit du lac Chicago lors de la Préhistoire. La plus grande partie du sol de la ville est presque du sable pur. Une grande quantité du sable de la région fut utilisée pour fabriquer du verre.

## Histoire
La ville a été fondée en 1906 par la compagnie United States Steel Corporation, qui y établit sa principale usine. La ville prit le nom du président de U.S. Steel, Elbert H. Gary (en).
La richesse de Gary a fluctué comme l'a fait l'industrie des aciéries. Dans les années 1960, à l'instar d'autres centres urbains américains, Gary est entrée dans une spirale de déclin dû à sa désindustrialisation (délocalisations et diminution de l'activité sidérurgique).
Parmi les villes américaines de 100 000 habitants et plus, Gary avait le plus fort pourcentage de résidents afro-américains. Gary fut administrée par l'un des premiers maires afro-américains du pays, Richard G. Hatcher (en), et accueillit en 1972 la Convention nationale politique des Noirs américains.
U.S. Steel reste un important producteur d'acier, mais avec seulement une fraction de son ancien niveau d'emploi, qui est passé de 30 000 dans les années 1970 à 5 000 en 2015. Deux casinos ont ouvert leurs portes sur les rives du lac Gary dans les années 1990. 
Aujourd'hui, Gary est confrontée aux difficultés d'une ville de la Rust Belt, notamment le chômage, la criminalité et le délabrement des infrastructures et le départ de ses habitants. La ville compte d'ailleurs près de 13.000 infrastructures abandonnées : habitations, immeubles, entrepôts mais aussi cinémas, églises, écoles et même une gare.

## Quartiers
- Aetna
- Ambridge
- Black Oak
- Brunswick
- Downtown
- Glen Park
- Ivanhoe
- Marshalltown
- Midtown
- Miller
- Tarrytown
- Tolleston
- Westbrook

## Démographie
| Groupe                           | Gary | Indiana | États-Unis |
| -------------------------------- | ---- | ------- | ---------- |
| Afro-Américains                  | 84,8 | 9,1     | 12,6       |
| Euro-Américains                  | 10,7 | 84,3    | 72,4       |
| Métis                            | 2,1  | 2,0     | 2,9        |
| Autres                           | 1,8  | 2,7     | 6,4        |
| Asio-Américains                  | 0,2  | 1,6     | 4,8        |
| Amérindiens                      | 0,3  | 0,3     | 0,9        |
| Total                            | 100  | 100     | 100        |
| Hispaniques et Latino-Américains | 9,4  | 6,0     | 16,7       |

Selon l’American Community Survey pour la période 2011-2015, 94,70 % de la population âgée de plus de 5 ans déclare parler l'anglais à la maison, 3,55 % déclare parler l'espagnol, 0,41 % une langue africaine et 1,33 % une autre langue.

## Transports

### Aéroport international de Gary/Chicago

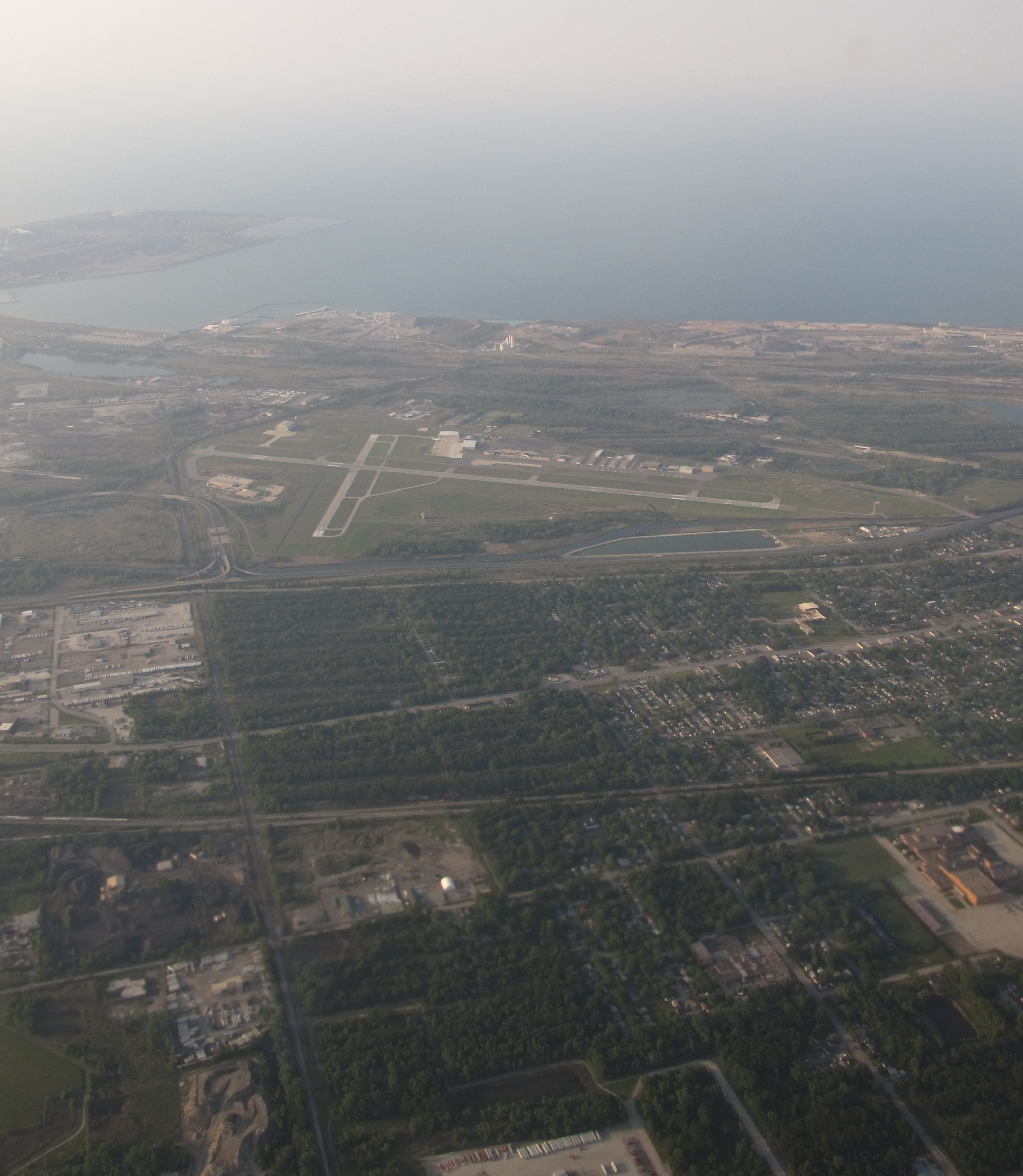
Vue aérienne de l'aéroport de Gary/Chicago.

La ville de Gary abrite l'aéroport international de Gary/Chicago, un des quatre aéroports internationaux de la région métropolitaine de Chicago après O'Hare, Midway et Rockford. Il se trouve directement au nord-ouest du centre-ville de Gary, à une dizaine de kilomètres à l'est de la limite territoriale de la ville de Chicago et à 40 kilomètres au sud-est de Downtown Chicago. L'aéroport est géré par l'autorité aéroportuaire de Gary/Chicago (Gary/Chicago Airport Authority).

### Autres
- Gary Public Transportation Corporation (en)
- Interstate 90
- South Shore Line (en)

## Sports
- Gary SouthShore RailCats (en) : équipe professionnelle de baseball
- Gary Splash (en) : équipe professionnelle de basket-ball

## Jumelages
- Fuxin (Chine)
- Lagos (Nigeria)

## Personnalités liées à la ville
Gary et l'Indiana ont été le sujet de chansons et d'albums du groupe familial The Jackson Five : Going Back to Indiana et 2300 Jackson Street. En juin 2003, le maire de l’époque, Scott L. King (en), a remis les clés de la ville à Michael Jackson.

## Dans la fiction
Gary sert de cadre à une campagne du jeu Vampire : La Mascarade.

## Fait divers
- Affaire Latoya Ammons